# Museo de Geociencias
El Museo de Geociencias se ubica en la ciudad de Tacuarembó, Uruguay, en la calle General Artigas 191.

## Historia
El Museo de Geociencias, dependiente de la Intendencia Departamental de Tacuarembó, es una institución dedicada a la divulgación de las ciencias de la tierra. Fue construido en el año 1985, inaugurado en el año 1989 y reinaugurado en el año  2009. 
Fue creado con el objetivo de exponer material e investigaciones relacionadas con la  Geografía, Geología y Paleontología de la región y nacional.

## Objetos expuestos
Entre los objetos que se exponen encontramos:
- Fósiles
- Restos de dinosaurios de más de 150 millones de años
- Peces y mamíferos encontrados en el norte del país

Además, en su colección se aprecian:
- Réplicas de animales
- Un cráneo de oso perezoso

Entre sus objetos más destacados se encuentra una colección de minerales exclusivas de Uruguay, en donde se observan piedras preciosas y semipreciosas, entre ellas amatista, ágata, y cuarzo.
La mayoría de los objetos expuestos son pertenecientes a la era jurásica y  al período cuaternario.